# Lunzenau
Lunzenau är en stad i Landkreis Mittelsachsen i förbundslandet Sachsen i Tyskland. Staden har cirka 4 000 invånare.